# Comuna Katerînivka, Veselînove
Katerînivka (în ucraineană Катеринівка) este o comună în raionul Veselînove, regiunea Mîkolaiiv, Ucraina, formată din satele Katerînivka (reședința), Novokaterînivka și Vesneana Kvitka.

## Demografie
Componența lingvistică a comunei Katerînivka
     Ucraineană (93,71%)
     Rusă (5,55%)
     Alte limbi (0,69%)
Conform recensământului din 2001, majoritatea populației comunei Katerînivka era vorbitoare de ucraineană (93,71%), existând în minoritate și vorbitori de rusă (5,55%).